# 달미역
달미역(Dalmi station)은 경기도 안산시 단원구 선부동에 위치한 수도권 전철 서해선의 전철역이다.

## 역명 유래
경기도 안산시 단원구 선부동에 있던 마을인 달미에서 유래하였다. 이곳은 교통이 사통팔달한 마을이라 ‘달미’ 또는 ‘달산(達山)’이라 불렸으며, 조선 시대 중기의 행정구역으로는 경기도 안산군 대월면 달산리였다. ‘미’는 ‘뫼’의 변음이다.

## 연혁
- 2013년 10월 21일: 사업용 철도노선 고시 및 석수골역으로 역명 결정[2]
- 2018년 4월 6일: 철도거리표 고시 및 달미역으로 역명 변경[3]
- 2018년 6월 16일: 수도권 전철 서해선 개통과 함께 영업 개시[4]

## 역 구조
서울 지하철 6호선 녹사평역과 흡사한 구조로, 건축상 특이한 점은 커다란 채광돔이 있다는 것이다.

### 승강장
2면 2선의 상대식 승강장을 갖추고 있다. 승강장에는 스크린도어가 설치되어 있다.
| ↑ 시흥능곡 |
| \| 하      |
| 선부 ↓     |

| 1 | ● 수도권 전철 서해선 | 시흥시청 · 소사 · 김포공항 · 대곡 · 일산 방면 |
| 2 | ● 수도권 전철 서해선 | 초지 · 원시 방면                              |

## 역 주변
- 경일관광경영고등학교
- 석수초등학교
- 선부중학교
- 화정초등학교
- 선부3동 행정복지센터
- 도로교통공단 안산운전면허시험장
- 안산석수초등학교
- 석수중학교
- 안산제1종합시장
- 정지초등학교
- 안산메트로타운푸르지오힐스테이트아파트

## 사진

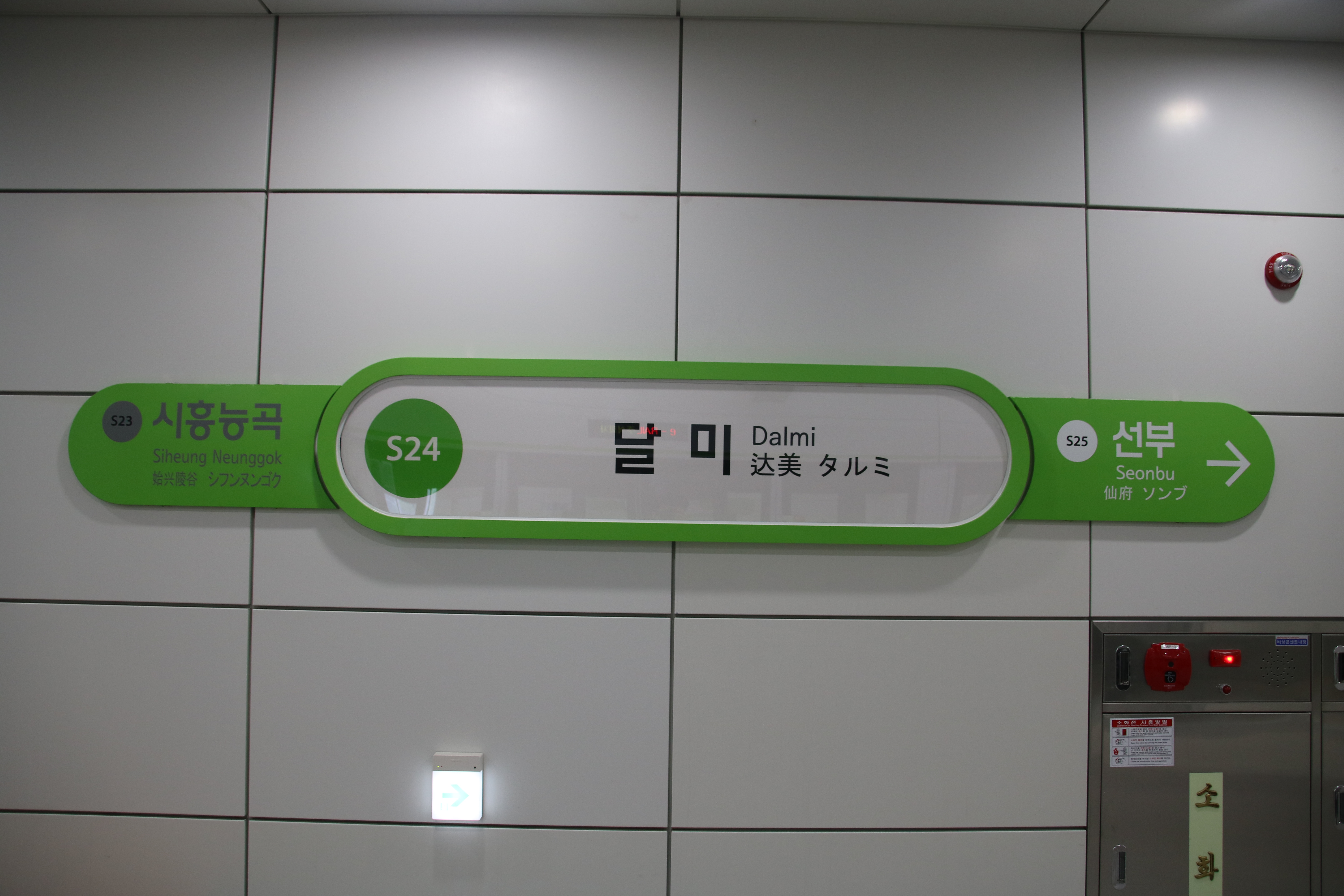
역명판
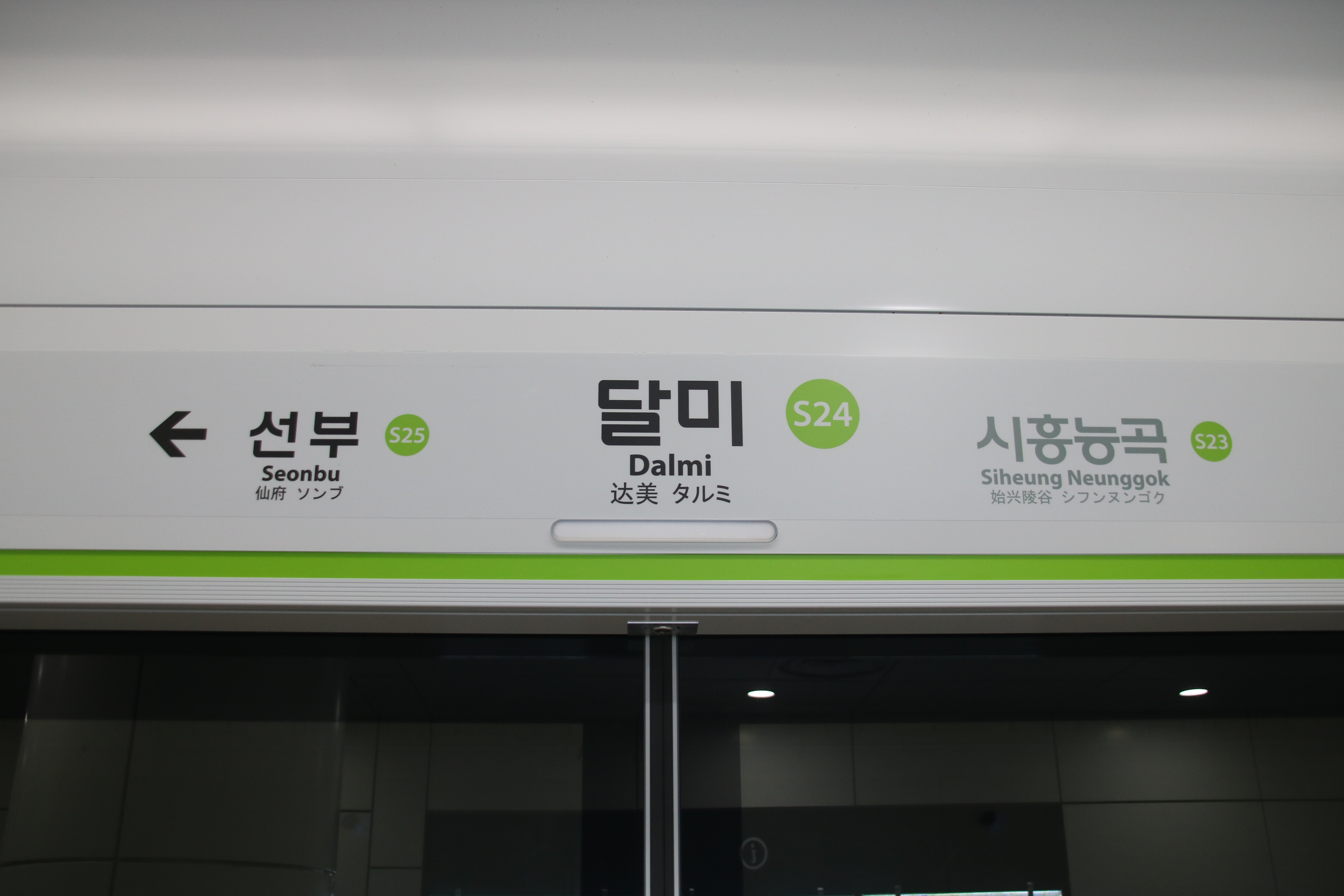
스크린도어 역명판
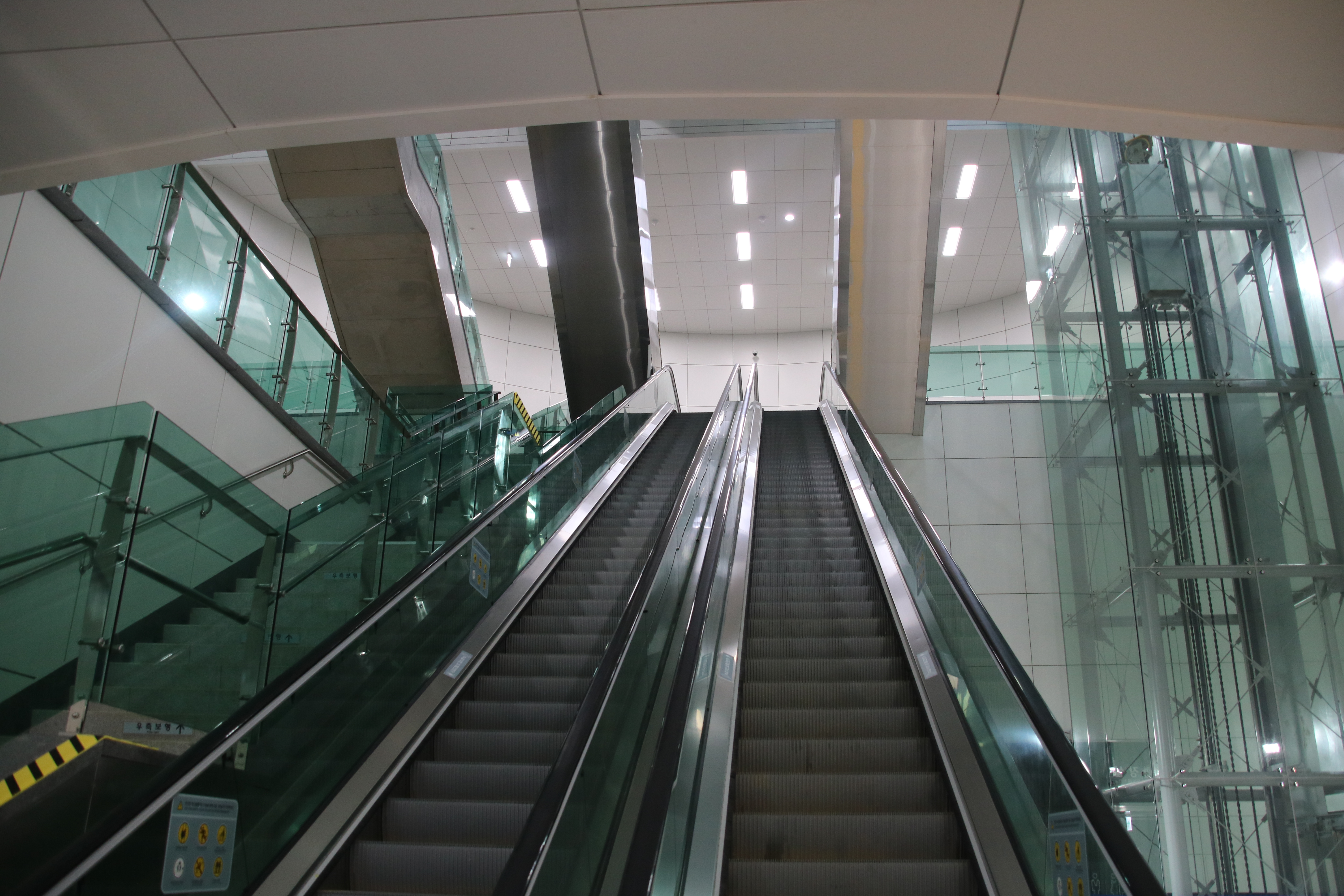
역 구내 에스컬레이터

## 이용객 변동
| 노선   | 일평균 인원수 (명/일) | 일평균 인원수 (명/일) | 일평균 인원수 (명/일) | 일평균 인원수 (명/일) | 일평균 인원수 (명/일) | 각주  |
| 노선   | 2018년                | 2019년                | 2020년                | 2021년                | 2022년                | 각주  |
| ------ | --------------------- | --------------------- | --------------------- | --------------------- | --------------------- | ----- |
| 서해선 | 1,570                 | 2,518                 | 2,058                 | 1,217                 | 1,394                 | [ 5 ] |

## 인접한 역
| 수도권 전철 서해선     | 수도권 전철 서해선   | 수도권 전철 서해선 |
| ---------------------- | -------------------- | ------------------ |
| S23 시흥능곡 일산 방면 | ● 수도권 전철 서해선 | S25 선부 원시 방면 |